# 高野街道

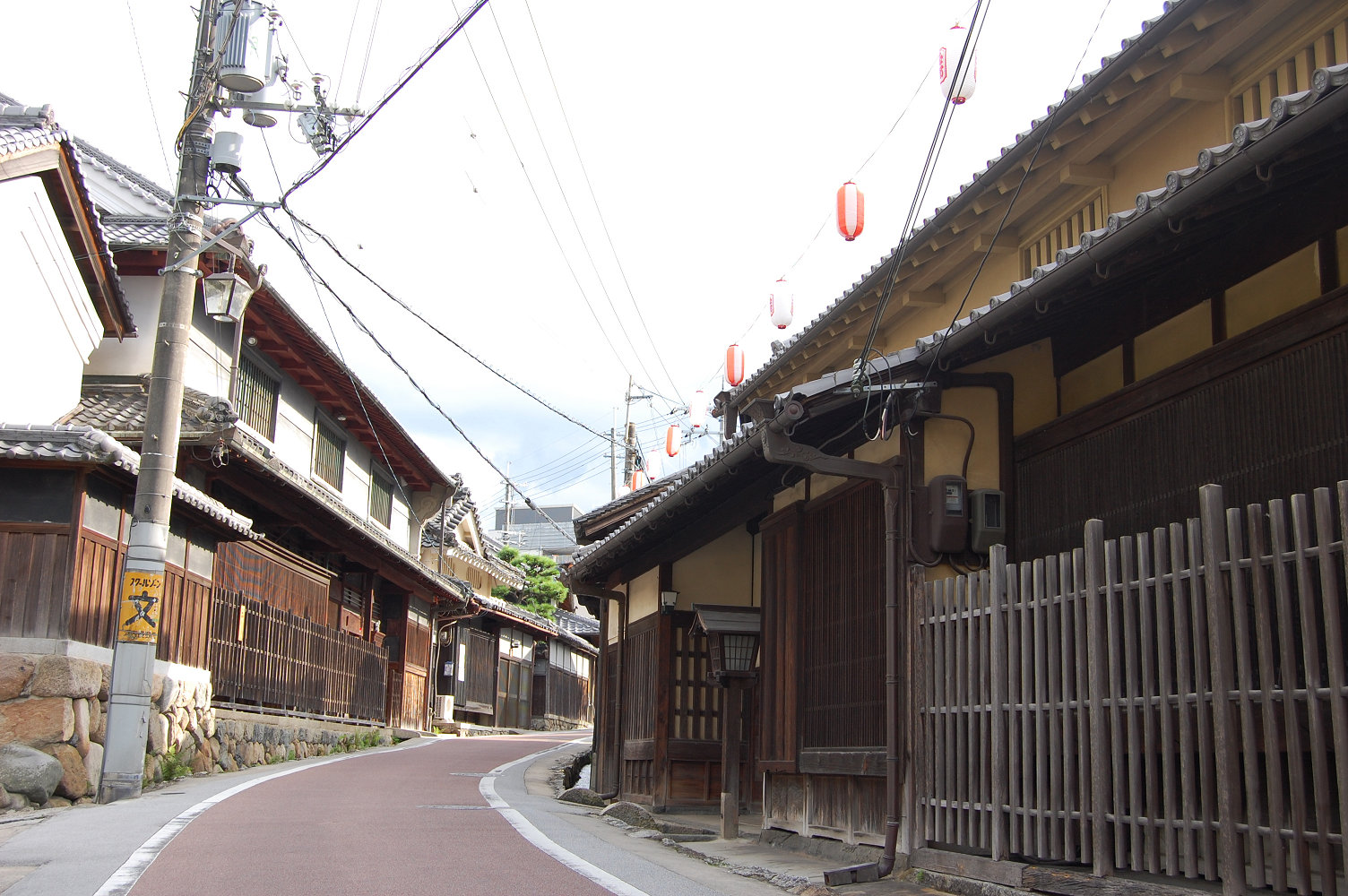
高野街道（、河内長野-三日市間）

高野街道（こうやかいどう）とは、かつて京・大坂から高野山への参詣道として用いられた街道で、主に大阪府河内長野市から和歌山県橋本市の間を指す。
また、現在の国道371号旧道のうち、大阪府河内長野市から和歌山県橋本市までの区間の呼称にもなっている。

## 概要

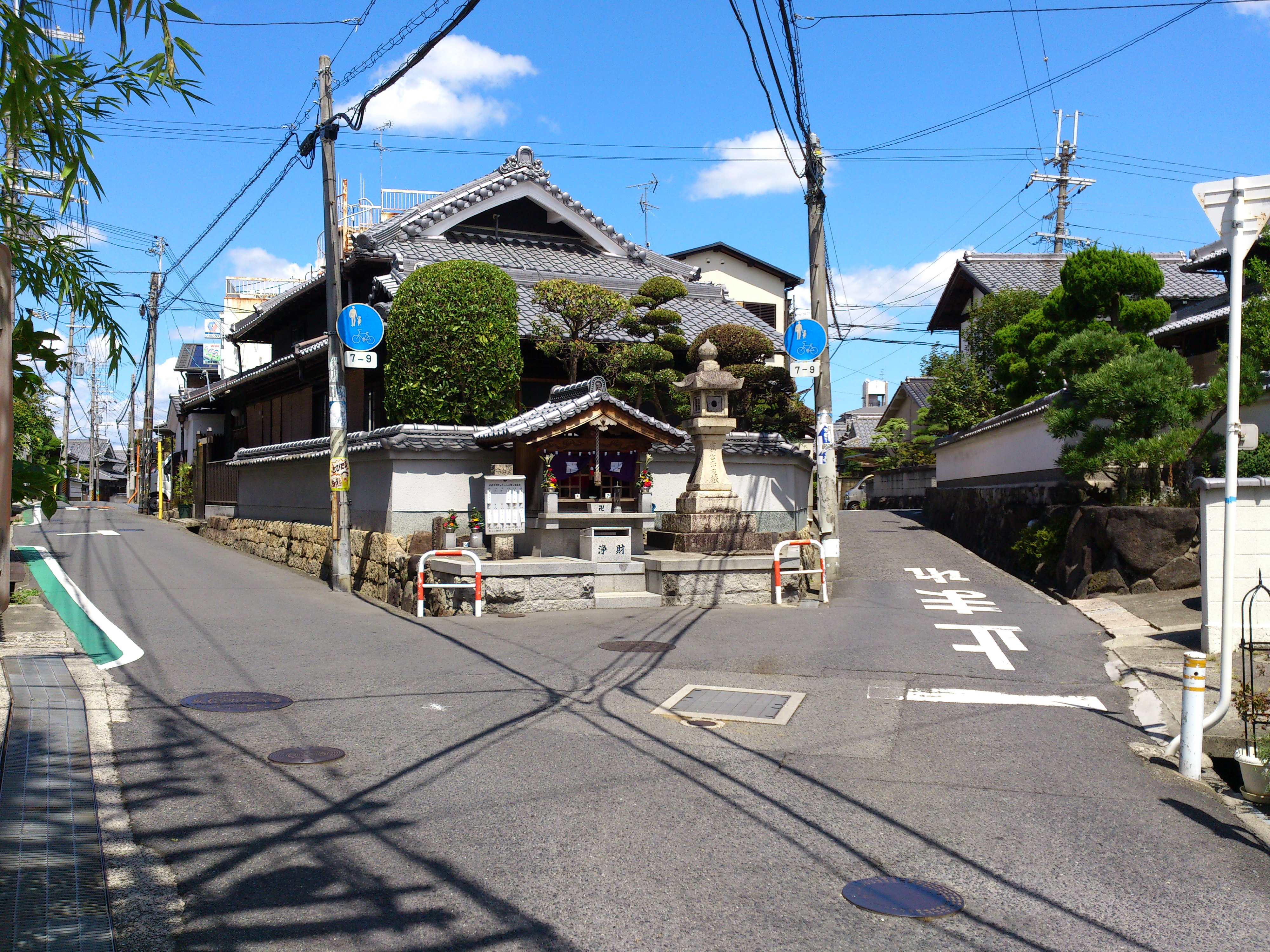
西高野街道（左）と中高野街道（右）の交点（河内長野市、）

高野街道は、広義には京都や大阪方面から高野山へ通じる街道を総じて指し、狭義には河内国錦部郡長野村（河内長野市）と紀伊国伊都郡橋本町（橋本市）を結ぶ街道である。
よってその他の区間は、各方面から長野までを結ぶ道を「東高野街道」「中高野街道」「下高野街道」「西高野街道」、橋本から高野山を結ぶ道を「町石道」「京大坂道」「三谷坂」「黒河道」と呼んでいる。

### 高野街道
長野から橋本を結ぶ街道で、旧街道は国道371号の旧々道にあたる。河内長野市では4つの高野街道が合流するため、古くから宿場町として栄えた歴史があり、昭和初期までは長野温泉などの温泉街や天見温泉などの温泉地として知られていた。
特に長野から三日市にかけては、歴史ある街並みが残る旧々街道（旧高野街道）を「高野街道」と銘打って、観光名所化・ルート整備がされている。区間は、登録有形文化財に登録されている西篠合資会社旧店舗主屋をはじめとした天野酒醸造元、さをり蔵などが並ぶ酒蔵通りを通り、旧西篠橋を渡って、国の史跡である烏帽子形城址の東側を経由し、八木家住宅主屋や旧三日市交番周辺の三日市宿をつないでいる。なお、この旧々街道は、烏帽子形城が現役だった時代に、軍事・政治的意図により城の麓まで大きく西へ迂回するよう取り付けられていたが、近代になって長野神社から南下する旧街道（西篠橋経由）が利用されるようになった。
以前は高度経済成長期の周辺のニュータウン造成や建て替えに加え、1998年から2005年にかけての三日市町駅前西地区市街地の再開発事業が計画されるなど、徐々に歴史ある街並みが消滅する傾向にあった。しかし、その際の計画に対し住民の呼びかけで街道を生かした街づくりと歴史的景観に配慮した再開発ビル・駅前広場の整備がされることになり、市として高野街道の景観整備・街並み再生が意識されるようになった。
2004年（平成16年）から2006年（平成18年）にかけては、まちづくり交付金を活用して、三日市町駅周辺の旧街道の景観舗装などの観光名所としての再整備をするとともに、地域交流センター、自由通路等の整備が行われた。近年は河内長野駅周辺の酒蔵（西篠合資会社旧店舗主屋）を中心としたエリアにおいて景観を守るための住民の取り組みが進められており、無電柱化・石畳舗装などの景観整備事業（高野街道〜いにしえのみち復活プロジェクト〜）が実施された。

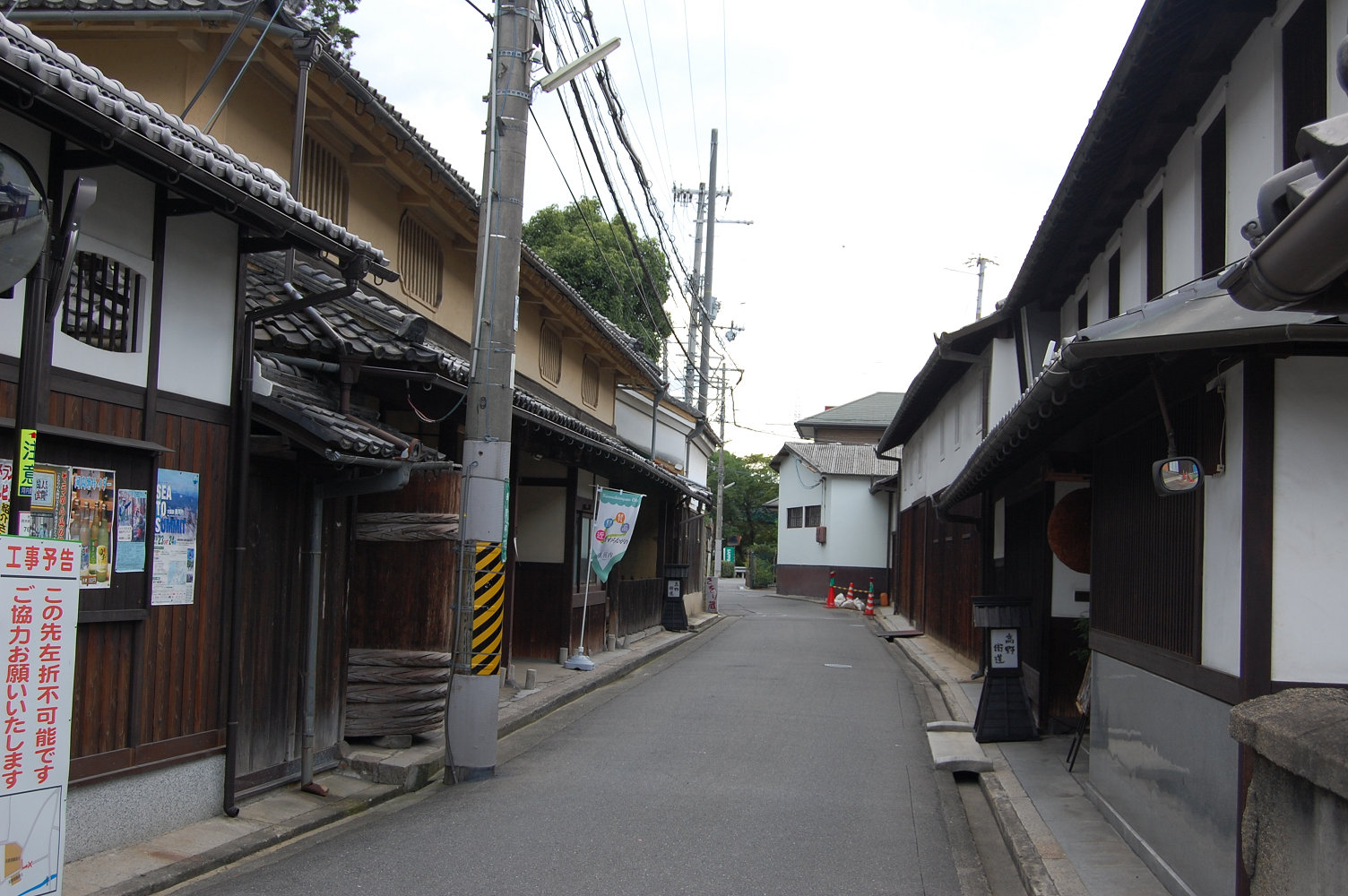
酒蔵通り（天野酒醸造元、さをり蔵付近） （登録有形文化財、河内長野市）
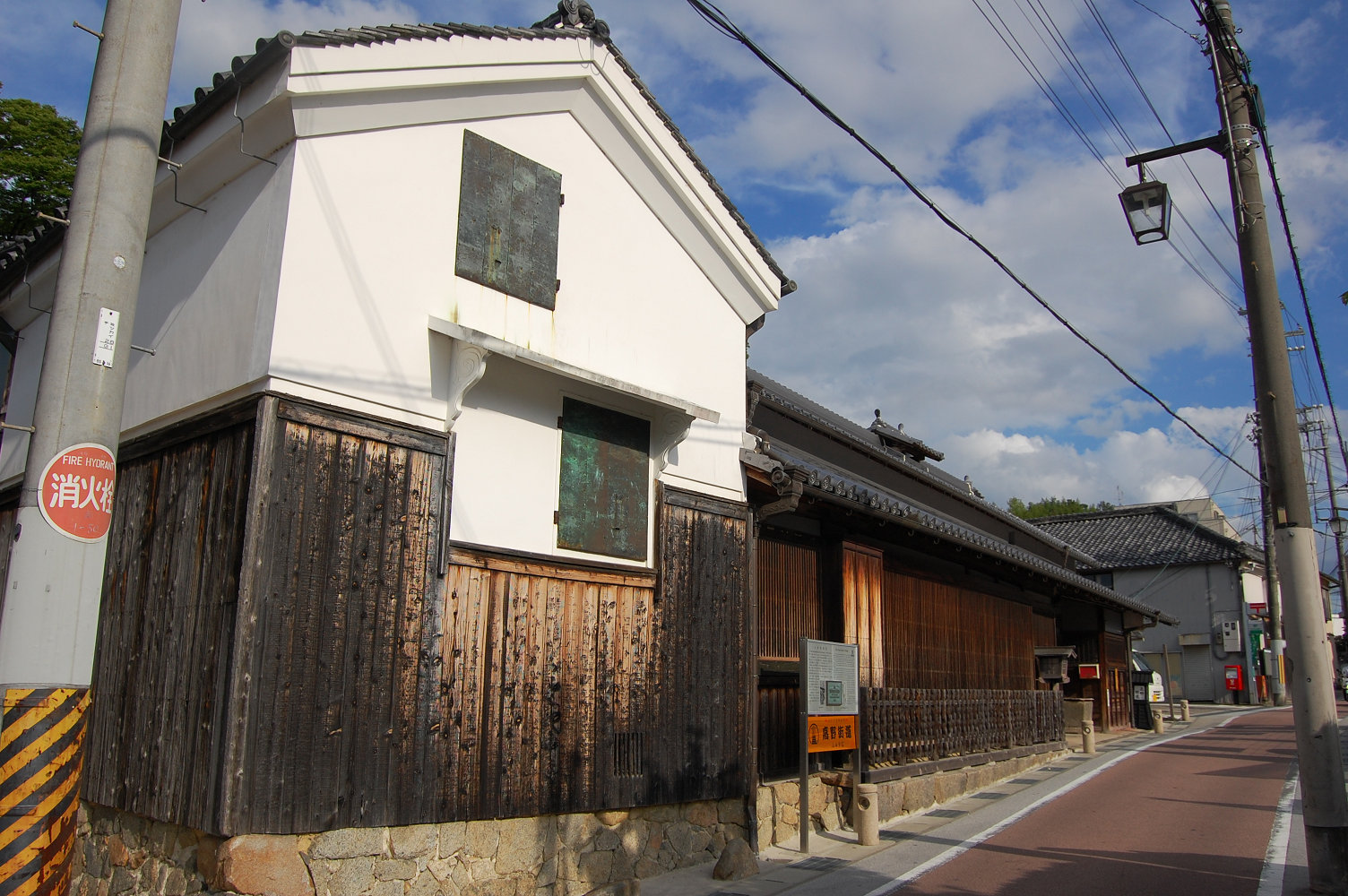
八木家住宅主屋（三日市宿付近） （登録有形文化財、河内長野市）
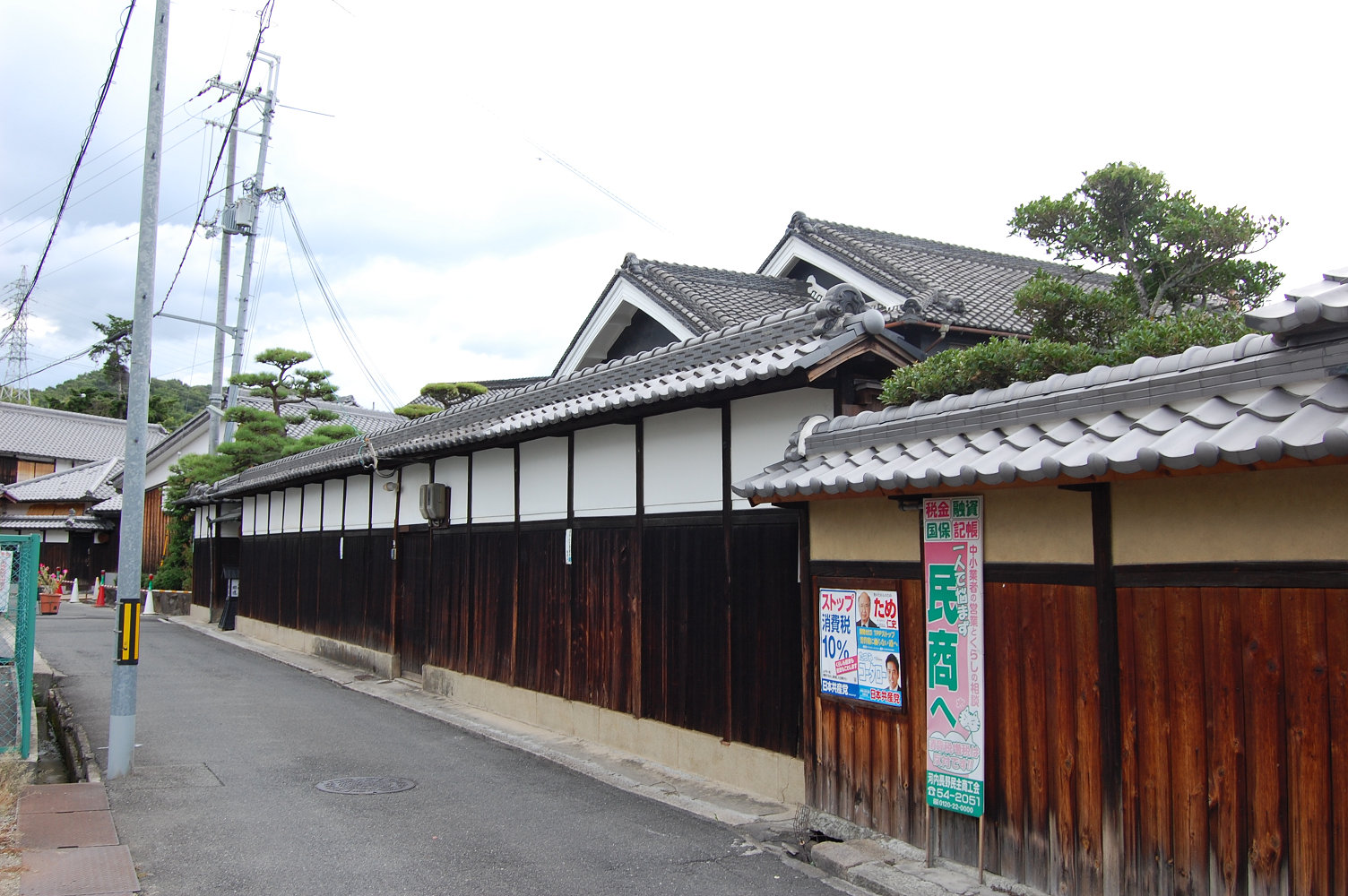
河内長野駅付近の高野街道 （河内長野市、北緯34度26分59.47秒 東経135度34分13.75秒）
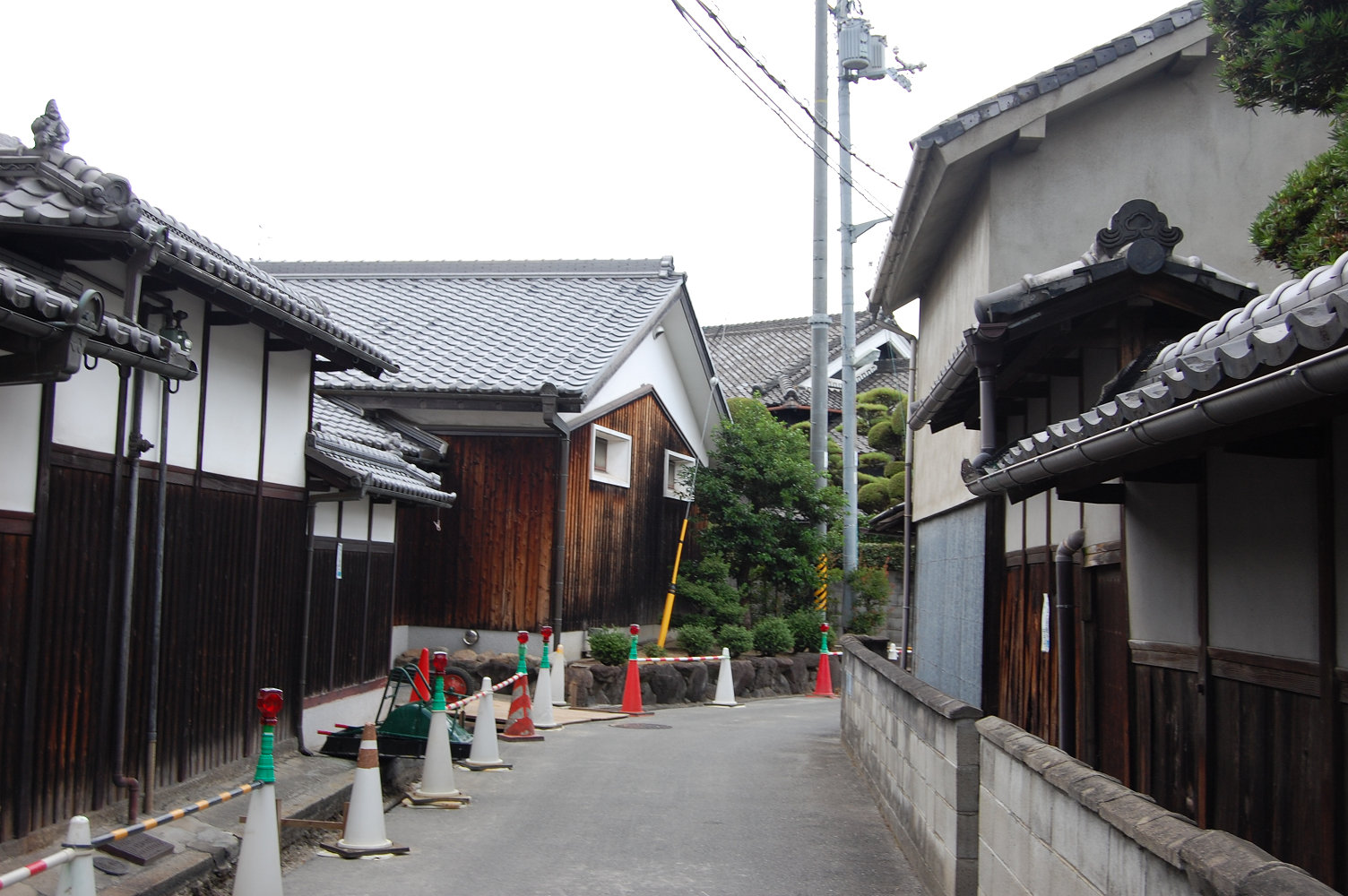
景観整備事業中の高野街道 （河内長野市、北緯34度26分58.23秒 東経135度34分13.04秒）

### 東高野街道
前身は平安京または長岡京への官道だったと推定される。京から高野山への参詣路として使用されるとともに、河内国を南北に貫く数少ない街道でもあった。

### 中高野街道
起点は杭全神社西の泥堂口にあった一里塚とされる。1148年に仁和寺宮覚法法親王が高野山参詣の際に通ったと考えられている。

### 下高野街道
大阪市内からの高野参りへの街道で、四天王寺を出て岩室村（大阪狭山市）で西高野街道に合流した。旧街道筋の大和川に下高野橋が架かっている。

### 西高野街道
平安時代後期から鎌倉時代初期には高野参詣道として使用されていたと考えられている。室町時代から江戸時代には、商港堺と高野山との物資輸送でにぎわった。旧街道は現在の国道310号に沿っている。元和の町割以降の堺においては、目口筋あるいは一筋北の大小路と接続していた。

## ルート
起点を異にする次の4つのルートがあり、いずれも現在の河内長野市で合流。紀見峠を越えて橋本へ至った後、高野山へと至った。橋本から高野山へ向けたルートにもいくつかあったが、江戸時代まで最も使用されたのが町石道であった。
現代の地図上に高野街道と記載されている区間は、堺市堺区から橋本市までの国道310号と国道371号旧道で、西高野街道と高野街道を踏襲している。
1925年(大正14年)に高野下駅が高野山に最も近いターミナル駅として開業し、その後高野山まで延伸されるまでの間、駅周辺の椎出地域 から高野山への参詣道として利用され、新高野街道(槇尾道・長坂街道とも)と呼ばれた。

### 起点から長野
- 東高野街道

山城国八幡（京都府八幡市）－洞ヶ峠－河内国田口村（大阪府枚方市）－郡津村（交野市）－中野村（四條畷市）－豊浦村（東大阪市）－楽音寺村（八尾市）－安堂村（柏原市）－国府村（藤井寺市）－誉田村（羽曳野市）－富田林村（富田林市）－長野村（河内長野市）[西高野街道と合流]
- 中高野街道

摂津国平野郷町（大阪市平野区）－西喜連村（平野区）－河内国三宅村（松原市）－黒山村（堺市美原区）－狭山新宿（大阪狭山市）－市村（河内長野市）[西高野街道と合流]
- 下高野街道

摂津国天王寺村（大阪市天王寺区）－[庚申街道と合流]－田辺村（東住吉区）－河内国高木村（松原市）－小寺村（堺市美原区）－岩室村（大阪狭山市）[西高野街道と合流]
- 西高野街道

和泉国堺（堺市堺区）－中筋村（堺区）－[竹内街道と重複]－舳松村（堺区）－河内国関茶屋新田（堺市東区）－和泉国福田村（堺市中区）－河内国岩室村（大阪狭山市）－[下高野街道と合流]－茱萸木新田（大阪狭山市）－市村（河内長野市）－[中高野街道と合流]－長野村（河内長野市）[東高野街道と合流]

### 長野から橋本
- 高野街道

河内国長野村（河内長野市）－烏帽子形城－三日市村（河内長野市）－天見村（河内長野市）－紀見峠－紀伊国橋本（和歌山県橋本市）

### 橋本から高野山
- 町石道

紀伊国橋本（橋本市）－慈尊院（九度山町）－天野辻－笠松峠－笠木峠－高野山大門（高野町）
- 京大坂道

紀伊国橋本（和歌山県橋本市）－河根村（九度山町）－不動坂－高野山女人堂（高野町）
- 三谷坂

紀伊国橋本（和歌山県橋本市）－三谷村（かつらぎ町）－笠松峠－笠木峠－高野山大門（高野町）
- 黒河道

紀伊国橋本（和歌山県橋本市）－明神ヶ田和－わらん谷の赤石－市平橋（九度山町）－市平春日社の大カツラ－旧久保小学校－黒河峠－高野山奥之院（高野町）

## 高野街道まつり

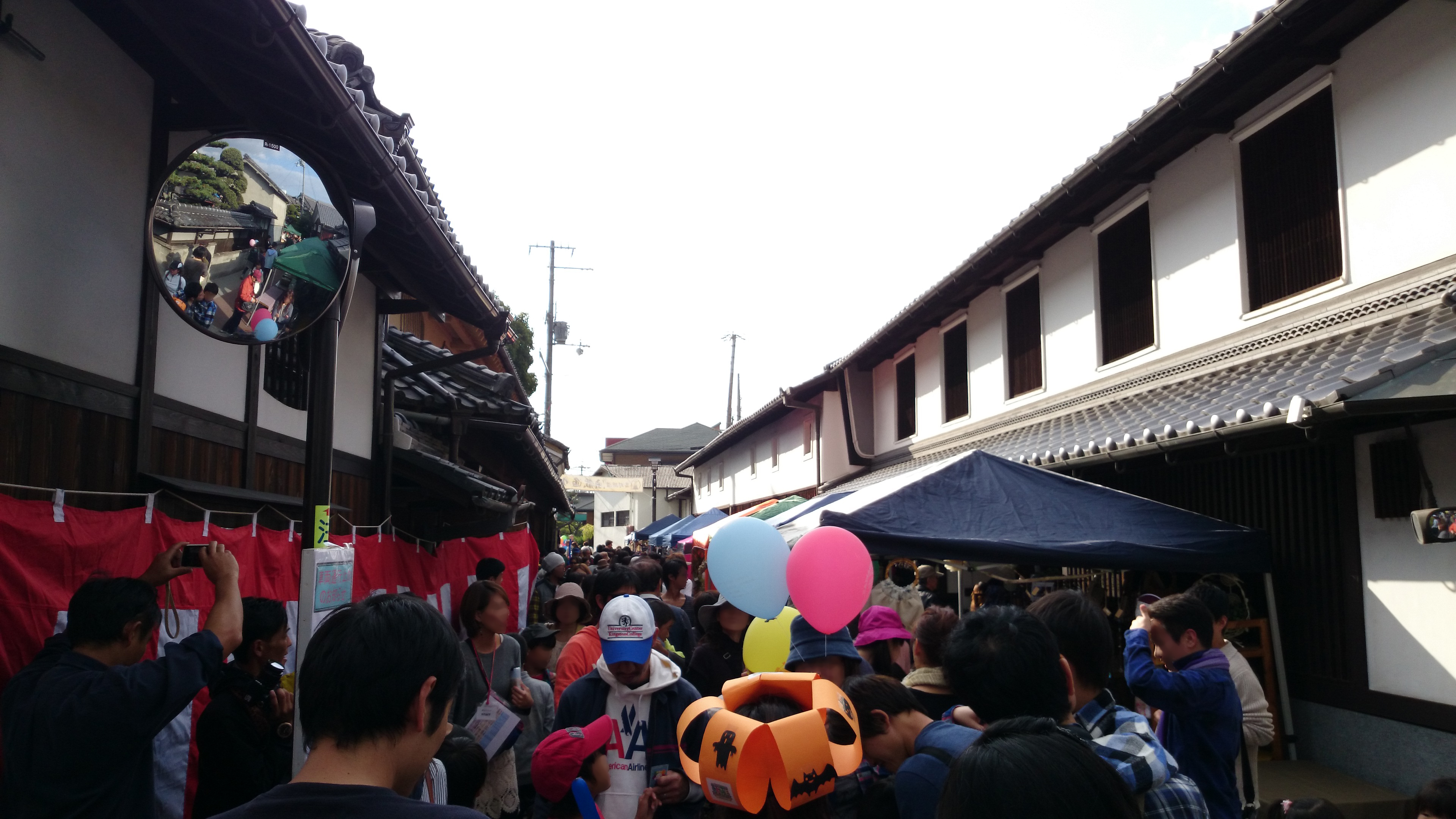
2013年開催時の酒蔵通り

かつて奥河内地域の河内長野駅から三日市町駅までの高野街道や両駅の周辺、烏帽子形城などにおいて、「高野街道まつり」として毎年10月にイベントの同時開催が行われていた。
高野街道では、全体を通して、にぎわいウォーク、スタンプラリー、観光ガイドが行われた。駅周辺では、ステージイベントやフリーマーケット、地場農産物・旬産市などの「高野街道宿場市」が開かれ、酒蔵通りでは、フード&クラフト「奥河内コレクション」などが開催されていた。
当初は歴史ある町並みを保存する取組みの一環として開催され、近年は河内長野市の魅力向上を目的に住民主体で運営するイベントとなった。現在は河内長野だんじり祭りと並んでこの地域を代表する祭りとして認識されていた。
2020年代に入ると、新型コロナウィルス感染症の影響により開催不可能となり、2023年5月に実行委員会が「従来の形式での開催は困難になった」として廃止を決定した。

## 交通アクセス
- 高野街道（酒蔵通り）
  - 南海高野線・近鉄長野線河内長野駅から徒歩すぐ。阪和自動車道美原北ICから大阪外環状線（国道170号）や国道309号で河内長野駅まで約25分。
- 高野街道（三日市宿）
  - 南海高野線三日市町駅から徒歩すぐ。